# トラストホールディングス
トラストホールディングス株式会社は、福岡県福岡市に本社を置く、駐車場事業・不動産事業・警備事業を行う持株会社。
連結子会社のトラストパーク株式会社は、福岡を地盤に駐車場の運営と管理を行う会社。
全国の駐車場情報が検索できるWEBサイト「とめとく情報サイト トラストナビ」を運営している。

## 連結子会社
駐車場事業
- トラストパーク株式会社（駐車場の企画・運営・管理業務）
- 株式会社グランシップ（駐車場の企画・運営・管理業務）

不動産事業
- トラストネットワーク株式会社（不動産事業）
- トラストアセットパートナーズ株式会社（不動産事業）

その他事業
- タウンパトロール株式会社（総合警備業）
- トラストビジョン株式会社（大型ビジョンの運営）
- トラストメディカルサポート株式会社（メディカルサービス事業）
- メディカルアライアンス合同会社（メディカルサービス事業）

## 沿革
- 1993年 - 有限会社ピー･エム･トラストを設立
- 1995年 - 株式会社ピー･エム･トラストへ組織変更
- 1998年 - 大分営業所を開設
- 1998年 - 長崎営業所を開設
- 1998年 - 鹿児島営業所を開設
- 2000年 - 東京営業所（現東京支社）を開設
- 2001年 - 駐車場専用POSシステムを開発.加盟店運営開始
- 2003年 - 名古屋営業所を開設
- 2003年 - トラストパーク株式会社へ商号変更
- 2004年 - 大阪支店を開設
- 2004年 - 100％子会社『トラストネットワーク株式会社』を設立
- 2005年 - 山口支店を開設
- 2006年 - 福岡証券取引所Q-Boardに上場
- 2009年 - 神戸営業所を開設
- 2010年 - 株式会社グランシップの株式を取得、子会社化
- 2011年 - 100％子会社『タウンパトロール株式会社』を設立
- 2011年 - 札幌営業所を開設
- 2012年 - 広島営業所を開設
- 2012年 - 東京証券取引所マザーズに上場
- 2013年7月1日 - 単独株式移転によりトラストホールディングス株式会社を設立し、持株会社体制に移行。 トラストパークは上場を廃止し、トラストホールディングスが東京証券取引所マザーズ及び福岡証券取引所Q-Boardに上場
- 2013年11月 - 100％子会社『トラストメディカルサポート株式会社』を設立
- 2013年12月 - 子会社メディカルアライアンス合同会社を設立。有限会社SRP（現・トラストビジョン株式会社）を子会社化
- 2014年5月 - 100％子会社『トラストアセットパートナーズ株式会社』を設立
- 2025年5月 - 東京証券取引所スタンダード市場並びに福岡証券取引所本則市場にに市場変更[2]